# Opéra de Malandro
Pour plus de détails, voir Fiche technique et Distribution.
Opéra de Malandro (Ópera do Malandro) est un film brésilien réalisé par Ruy Guerra, sorti en 1986. C'est l'adaptation de la pièce de théâtre du même nom écrite par Chico Buarque en 1978, cette pièce étant elle-même inspirée par The Beggar's Opera (1728) de John Gay et L'Opéra de quat'sous (1928) de Bertolt Brecht et Kurt Weill.

## Synopsis
Max Overseas est un vaurien qui fréquente les cabarets et les tavernes du quartier de Lapa à Rio de Janeiro dans les années 1940. Il entretient une relation avec la prostituée Margot. Il gagne sa vie en commettant de petites escroqueries. Un jour, il fait la rencontre de Ludmila Struedel, la fille du propriétaire d'un cabaret. Cette dernière est prête à tout pour devenir riche.

## Fiche technique
- Titre original : Ópera do Malandro
- Titre français : Opéra de Malandro
- Réalisation : Ruy Guerra
- Scénario : Chico Buarque, Orlando Senna et Ruy Guerra
- Musique : Chico Buarque
- Pays d'origine : Brésil
- Format : Noir et blanc - 35 mm - Dolby
- Genre : comédie musicale
- Durée : 105 minutes
- Date de sortie : 1986

## Distribution
- Edson Celulari : Sébastian Pinto, surnommé Max Overseas
- Claudia Ohana : Ludmila Struedel
- Elba Ramalho : Margot
- Fábio Sabag : Otto Struedel
- J.C. Violla : Geni
- Wilson Grey : Sátiro
- Maria Sílvia : Victoria Struedel
- Cláudia Jimenez : Fiorella
- Andreia Dantas : Fichinha
- Ilva Niño : Dóris
- Zenaide Zenah : Dorinha Tubão
- Djenane Machado : Shirley Paquete
- Katia Bronstein : Mimi Bibelô
- Lutero Luiz : Porfírio